# التعليم الأساسي

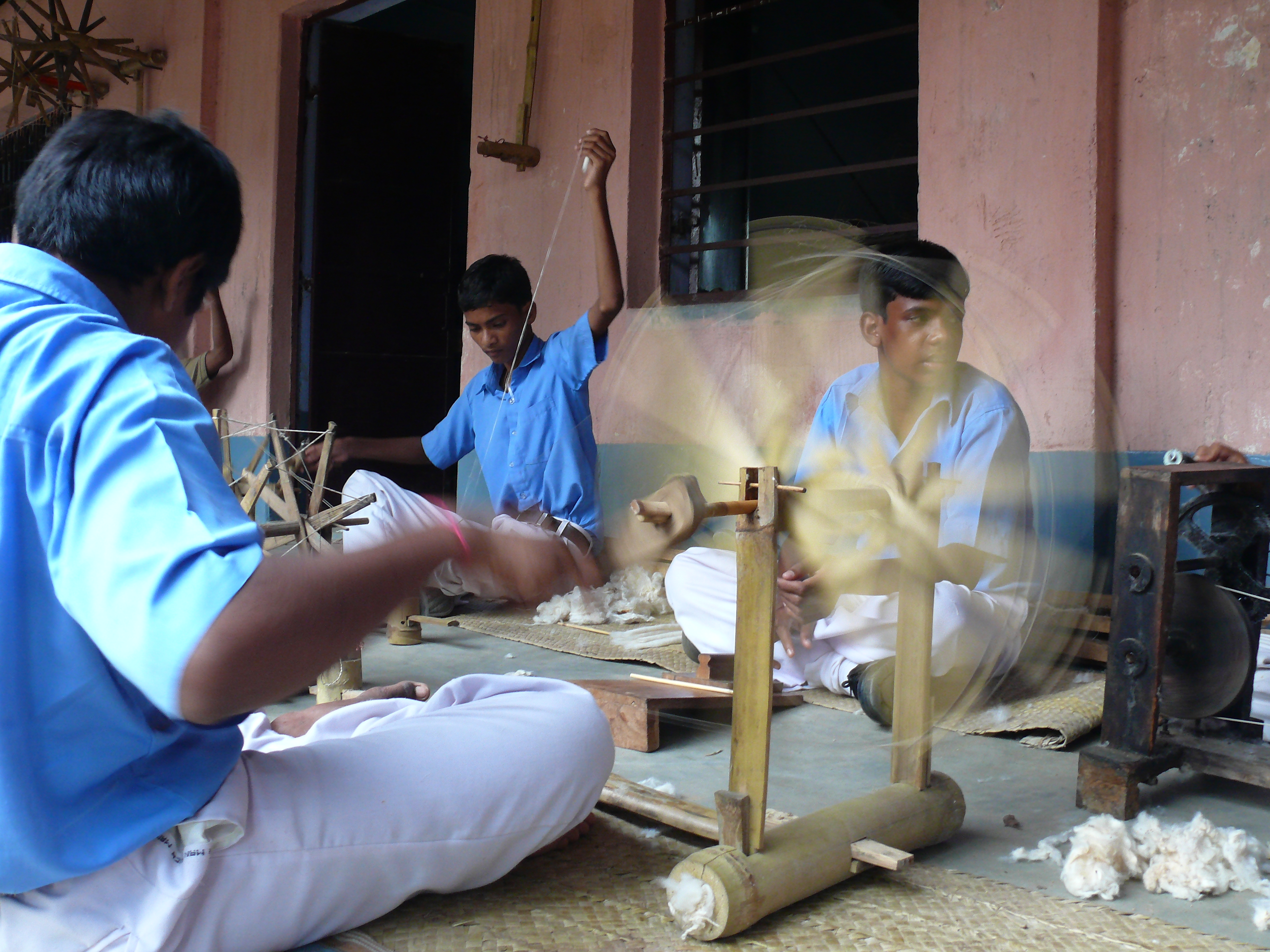
تمثل عجلة الدوران الاكتفاء الذاتي نظام التعليم الأساسي مفهوم للمهاتما غاندي.

وفقاً إلى معايير التصنيف العالمي، التعليم الأساسي اشتمل على المرحلتين: الابتدائية والمتوسطة.

## التعليم الأساسي الشامل
برز التعليم الأساسي بقوة في وثيقة معايير التصنيف العالمي في عام 1997، لكن المصطلح لم يذكر بالقاموس. كل بلد فسر المصطلح بطرق مختلفة، وقاد إلى نسخة 2011؛ ورقة نقاشية نشرت سعت إلى التوضيح.
في معظم البلدان، معايير التصنيف العالمي 1 يتوافق مع التعليم الابتدائي المحدد على المستوى الوطني، والتعليم الأساسي يتضمن أيضا معايير التصنيف العالمي 2 التعليم الثانوي (المستوى الأدنى من المدرسة الثانوية). في بلدان أخرى، حيث لا يوجد هناك فاصل بين التعليم الابتدائي والثانوي «التعليم الأساسي» يغطي كامل فترة المدرسة الإلزامية. لأسباب إحصائية معايير التصنيف العالمي 1 اعتبر ل السنين الستة الأولى من التعليم.
يعتبر التعليم الأساسي العالمي أولوية للبلدان النامية وبؤرة انتباه التعليم للجميع التابعة ل اليونسكو. وتتضمن أيضا الأهداف النمائية للألفية كهدف رقم 2: تحقيق التعليم الابتدائي العالمي بحلول عام 2015.
عدد واسع من الدراسات اثبت فائدتها للصحة العامة (مثال: انخفاض انتشار فيروس تقس المناعة البشرية/ الايدز، التطعيم الأفضل، الوقاية وعلاج الأمراض، تغذية أفضل، انخفاض معدل وفيات الأمهات والرضع والأطفال)، والديموغرافيا (مثال: متوسط العمر المتوقع، التحول الديموغرافي السريع من خلال تحسين تحديد النسل) والاقتصاد (مثال: زيادة القوة الشرائية، وزيادة الإنتاجية في القطاعات التقليدية، وزيادة الطلب على قطاعات الخدمات). وهناك فوائد أخرى على الرغم من صعوبة قياسها تتضمن فوائد تؤثر على الديموقراطية وحقوق الأنسان والحوكمة والاستقرار السياسي من خلال زيادة فهم الطرق غير العنيفة لحل المشكلات والتفاهم المتبادل بين الجماعات المتنازعة.
اتفاقية حقوق الطفل التي اقرتها اليونسف عام 1989، تحمي حقوق الأطفال الثابتة من خلال وضع معايير لمشاكل متعددة، واحدة منها هي التعليم.

## المساواة بين الجنسينفي التعليم الأساسي
تم تقليديا المساواة بين الجنسين في التعليم بشكل ضيق مع تساوي الجنسين في مراحل مختلفة من التعليم الرسمي. النوع كان عاملا للتفاوت والتباين في التعليم، وفي الغالب كان ذلك ليس لصالح الفتيات والنساء. مع ذلك تم تقدم مهم في تضييق الفجوة حول العالم منذ عام 2000، مع وصول نسبة كبيرة من الفتيات والنساء إلى مستويات مختلفة من التعليم الرسمي. في الواقع، المساواة بين الجنسين في التعليم الابتدائي تحقق في شرق ووسط أوروبا، اسيا الوسطى، شرق اسيا، المحيط الهادئ، أمريكا اللاتينية، منطقة البحر الكاريبي، أمريكا الشمالية وأوروبا الغربية. بالإضافة إلى ذلك، تم احراز تقدم مهم منذ عام 2000 في تقليل الفجوة على وجه الخصوص في غرب وجنوب اسيا وبدرجة أقل في أفريقيا جنوب الصحراء والدول العربية. مع ذلك بالرغم من التقدم المهم الذي تم، الاغلبية من الغير ملتحقين بالمدارس هم من الفتيات، في حين ثلثي الشباب والبالغين من المستويات المنخفضة من المعرفة بالقراءة والكتابة من النساء. للمساعدة في ضمان تمكين المرأة يجب على الشباب والرجال المشاركة في المحاربة ضد عدم المساواة. هذا يجب ان يبدأ بالتعليم الاساسي.
1. ↑  "معلومات عن التعليم الأساسي على موقع thesaurus.ascleiden.nl". thesaurus.ascleiden.nl. مؤرشف من الأصل في 2021-05-09.
2. ↑  "معلومات عن التعليم الأساسي على موقع vocabularies.unesco.org". vocabularies.unesco.org. مؤرشف من الأصل في 2021-05-10.

- منظمة اليونيسف
- المعلمين أولا
- اليونسكو